# F.C. TOKYO COLORS
F.C.TOKYO COLORSは、2018年1月12日からTOKYO MXで放送されていたJリーグ・FC東京の応援番組である。本項目では2022年に放送された『F.C.TOKYO CONNECT』にも触れておく。

## 概要
2011年から7シーズンに渡って放送されたF.C.TOKYO魂!に変わって2018年からスタートした。
COLORの意味として「色」・「持ち味」・「特色」がありFC東京のチームカラーある青赤に染まった番組であり、FC東京の持ち味・特色をたくさんの方々にお届けする番組。
TOKYO MXの歴代FC東京応援番組に当るFC東京ホットライン・F.C.TOKYO魂!は両番組共にスタジオ収録を番組編成の軸としていたが本番組からはスタジオ収録を廃止し、オールロケの番組編成に変更になりかつナレーターが付くことになった。
TOKYO MXのFC東京応援番組はFC東京ホットラインの時代から毎週金曜日に放送されていたが、2020年10月3日以降は毎週土曜日7:00 - 7:30に枠を移動する。
2022年より放送タイトルを『F.C.TOKYO CONNECT』に変更したが、同年11月12日をもって番組は終了した。なお、当番組の終了をもってTOKYO MXでのFC東京応援番組は2001年に放送開始された『がんばれ!FC東京』から累計22年の歴史に幕を下ろす事になった。

## 放送期間
FC.TOKYO魂!時代は年末年始を除き通年放送を行っていたが、本番組はFC東京ホットライン時代以来8シーズンぶりに通年放送を行わず概ね11月いっぱいを以って通常放送を一旦休止し、翌シーズンチーム始動時から放送再開する方針に再転換した。但し、2020年・2021年シーズンは12月にも通常通り放送を行っていた。
いずれもJST
本放送
- 2018年シーズン 1月12日 - 11月30日　毎週金曜日23:00 - 23:30（TOKYO MX2（092ch））
  - 年末スペシャル 12月31日　15:00 - 16:00（TOKYO MX1（091ch））
- 2019年シーズン 2月1日 - 11月29日　放送時間は変わらず
  - 年末スペシャル 12月31日　17:00 - 18:00（TOKYO MX1（091ch））
- 2020年シーズン 1月31日 - 12月12日 - 1月～9月25日は放送時間は変わらず、10月3日以降は毎週土曜日7:00 - 7:30（TOKYO MX1（091ch））
  - 年末スペシャル 12月29日　20:00 - 21:00（TOKYO MX1（091ch））
- 2021年シーズン 1月30日 - 12月11日　放送時間は変わらず
  - 年末スペシャル 12月28日　20:00 - 21:00（TOKYO MX1（091ch））
- 2022年シーズン 1月29日 - 11月12日　放送時間は変わらず
  - 年末スペシャル 12月28日　20:00 - 21:00（TOKYO MX1（091ch））

再放送
- 2018年シーズン 1月13日 - 12月1日　毎週土曜日8:00 - 8:30（TOKYO MX2（092ch））※本放送翌日に放送
- 2019年シーズン 2月2日 - 11月30日　放送時間は変わらず
- 2020年シーズン 2月1日 - 12月12日　2月～9月26日は放送時間は変わらず、10月3日以降は毎週土曜日11:00 - 11:30（TOKYO MX2（092ch））
- 2021年シーズン 1月30日 - 12月11日　放送時間は変わらず
- 2022年シーズン 1月29日 - 11月12日　放送時間は変わらず

## 現在の出演者
- 高崎かなみ[5] (ナビゲーター) 2022年1月29日 -

- 石川直宏 (元FC東京選手) 2022年1月29日 -

## 過去の出演者
- MIO 2018年1月12日 - 12月31日

- YAE 同上

- 鈴木えりか 2019年2月1日 - 12月31日[6]

- 安田愛音 2020年1月31日 - 12月29日

- 岡本涼香 2021年1月30日 - 6月26日

- 森光 同年1月30日 - 12月11日[7] (リポーター)

初代女性MCのMIO・YAEは「番組MC」・2代目の鈴木以降は「番組ナビゲーター」と表記されている。
- 原大悟[8] (ナレーター) 2018年1月12日 - 2021年12月28日 - 12月11日紹介テロップは「生粋の?FC東京サポ」(2018年度に使用) 2020年10月以降は、出番が減少している。

- 高橋大輔 (ナレーター) 2020年7月10日 - 当初は試合のナレーションのみ担当だったが、同年10月以降はその他のナレーションも担当。

## 番組休止
- 2020年7月31日の放送は、TOKYO MXの番組関係者がCOVID-19の感染の疑いによる制作上の都合により放送休止となった[9]。

- 2021年7月31日・8月7日の放送は、東京オリンピックの影響でFC東京の試合が一時中断する影響で放送休止となった。